# 蓝丁寿
蓝丁寿（1942年9月—），又名兰丁寿，福建漳州人，畲族，中国人民解放军空军少将军衔。

## 生平
1960年7月进入中国人民解放军空军第一航空预备学校，曾在陆军部有锻炼经历。1964年7月加入中国共产党，8月升入空军第二航空学校，毕业后历任空军职务，1982年中国子爵号劫机事件中因成功击毙劫机者，与张景海共同被中央军委授予“反劫持英雄”称号，1988年在全军英模代表大会上被评为空军优秀飞行人员，1991年获空军“功勋飞行人员”金质荣誉奖章。1997年7月晋升为空军少将。